# Arctosa sandeshkhaliensis
Arctosa sandeshkhaliensis este o specie de păianjeni din genul Arctosa, familia Lycosidae, descrisă de Majumder în anul 2004. Conform Catalogue of Life specia Arctosa sandeshkhaliensis nu are subspecii cunoscute.